# 핀란드 인민대표단
핀란드 인민대표단(핀란드어: Suomen kansanvaltuuskunta 수오멘 칸산발투스쿤타[*])은 핀란드 내전 당시 적핀란드 측의 정부로 기능하기 위해 핀란드 사회민주당원들이 주축이 되어 만든 집단이다. 대표단 주석은 전 의회의장 쿨레르보 만네르였다.
인민대표단은 내전이 시작되면서 스빈후부드 원로원과 의회를 부정하고, 노동운동 정책에 따른 사회개혁 법안들을 통과시키면서 권력을 장악했다. 입법부에 해당할 노동자총평의회도 인민대표단과 행보를 함께 했지만 적핀란드의 행정 권력에 있어 인민대표단 만한 영향력을 발휘하지는 못했다. 인민대표단은 민주주의적 토대를 유지하는 신헌법을 계획했지만 내전이 흘러감에 따라 본 계획과는 정반대로 움직이게 되었고 결국 만네르 주석은 독재자로 낙인찍히게 된다. 인민대표단은 행정 및 경제 문제에 있어 어려움을 나타냈고 또 적위대가 행하는 적색테러를 막지도 못했다.
핀란드 인민대표단을 핀란드의 적법한 정부로 인정해 준 나라는 러시아 소비에트 연방 사회주의 공화국이 유일했다. 내전이 막바지에 이르른 1918년 4월 인민대표단은 헬싱키에서 비푸리로 이동했고, 결국은 인민들을 내버리고 페트로그라드로 도주했다.

## 인민대표단 명단
- 주석 쿨레르보 만네르
- 외무대표 위리외 시롤라
- 내무대표 에로 하팔라이넨, 아돌프 타이미
- 법무대표 라우리 레톤매키, 안티 키비란타
- 교육대표 오토 빌레 쿠시넨
- 재무대표 얄로 코호넨
- 노동대표 요한 에리크 루미부오코
- 농무대표 에베르트 엘로란타
- 조달대표 오스카리 토코이
- 교통대표 콘스탄틴 린드크비스트
- 우정대표 에밀 엘로
- 검찰총장 마티 투르키아

노동자총평의회에 주어진 의석은 다음과 같았다.
- 핀란드 노동조합연맹 10석
- 핀란드 사회민주당 15석
- 적위대 10석
- 헬싱키 노동자단체의회 5석